# DiskPart
Diskpart — консольна утиліта для управління розділами жорстких дисків. Вперше з'явилася в лінійці операційних систем Windows NT, починаючи з Windows 2000, замінивши собою fdisk, який використовувався в заснованих на MS-DOS операційних системах.

## Використання
Утиліта використовується для розмітки внутрішніх жорстких дисків, втім не може створювати багатороздільну розмітку для знімних пристроїв, таких як flash-накопичувачі.
Diskpart підтримує використання скриптів для автоматизації використання. Наприклад, такий текстовий файл може бути переданий в diskpart для створення нового розділу:
```
create partition logical size=2048
assign letter=F
```

Цей скрипт створить логічний розділ розміром 2 GB на початку вільного місця на диску та призначить йому точку монтування F:, маючи на увазі що це місце є на диску.
Встановлені диски та асоційовані з ними томи можуть бути переглянуті з використанням наступних команд:
```
list disk
list volume
```

## Консоль відновлення
У режимі консолі відновлення, що включена в усі версії Windows 2000, Windows XP і Windows Server 2003, команда diskpart достатньо сильно відрізняється від включеної в операційну систему. В її функціонал включено лише створення та видалення розділів, але не установка активного розділу. Утиліта також є в Windows Recovery Environment, послідовнику оригінальної Консолі відновлення.